# Gabriel de Boureuille
Pour les autres membres de la famille, voir Famille de Bigault.
Louis Gabriel Nicolas de Bigault de Boureuille (1807-1893), inspecteur général des mines, est un haut fonctionnaire (directeur des Mines). Il est maire de Louveciennes de 1852 à 1892.

## Famille
Louis Gabriel de Bigault de Boureuille, fils de François Nicolas de Bigault de Boureuille, militaire, et de Françoise Antoinette de Brossard de Basinval mariés le 10 décembre 1787 à Aubréville, est né le 25 décembre 1807 à Pontoise. Il se marie le 29 septembre 1840 à Paris avec Henriette Alexandrine Demanche (1820-1890). Ils sont les parents nourricier de Jules Marie Pairier (1813-1897), membre du corps des ingénieurs des Ponts et Chaussées. Louis Gabriel de Bigault de Boureuille décède à Paris le 25 mars 1893.

## Carrière[note 1]
Entré à l’École polytechnique en 1826, il intègre l’École des mines dont il sort ingénieur en 1832. À sa sortie de l’École il est appelé au cabinet de Legrand qui est « chargé de l’administration des ponts et chaussées et des mines ». En 1833, il est chargé du service des études de chemins de fer au sein du cabinet. Tout en restant chargé du cabinet de Legrand, il dirige, en 1837, le nouveau bureau des chemins de fer et de la police du roulage. L'année suivante en 1838, les questions des chemins de fer et de la police du roulage sont érigées en section dont il prend la direction. Puis, ces questions sont confiées en 1842 à la cinquième division nouvellement créée, et de Boureuille en prend la responsabilité en qualité de chef de division. À ce poste, il joue un rôle décisif dans la rédaction et l’exécution des actes de concessions des chemins de fer. En 1853, il prend la tête de la direction des Mines rétablie à son profit. En 1855, il est nommé secrétaire général du ministère des Travaux publics tout en conservant une autorité directe sur l’administration des Mines. Durant cette période, il est nommé, en 1857, conseiller d’État en service extraordinaire. Après la chute de l’Empire, il est maintenu dans ses fonctions par le gouvernement de l’Ordre moral, mais dès lors que la République est définitivement installée, il doit céder son poste en 1876 et mis à la retraite d’office en 1877. À la différence à ses camarades ingénieurs, il ne fut jamais affecté dans un arrondissement territorial des mines. Toute sa carrière s’est déroulée à l’administration centrale. À son décès, il est ignoré de ses contemporains ; contrairement à la tradition les Annales des mines ne font pas paraître une notice nécrologique sur de Boureuille,.

## Mandat public
Louis Gabriel de Bigault de Boureuille est maire de Louveciennes de 1852 à 1892. Il réside au château du Pont, propriété de la famille de son épouse.

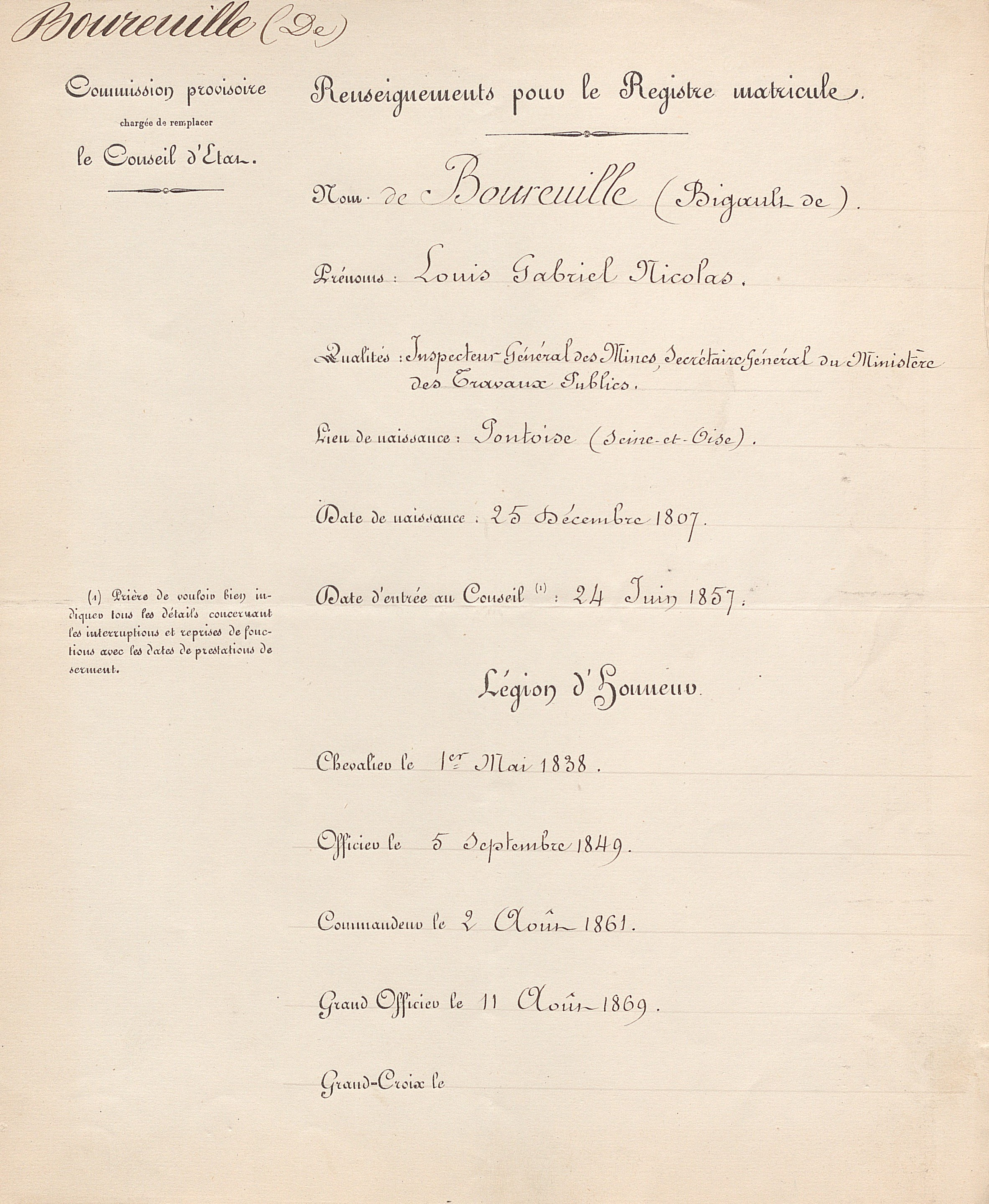
promotion dans la Légion d'Honneur[23]. De Boureuille est également décoré de l'Ordre de Léopold[28].
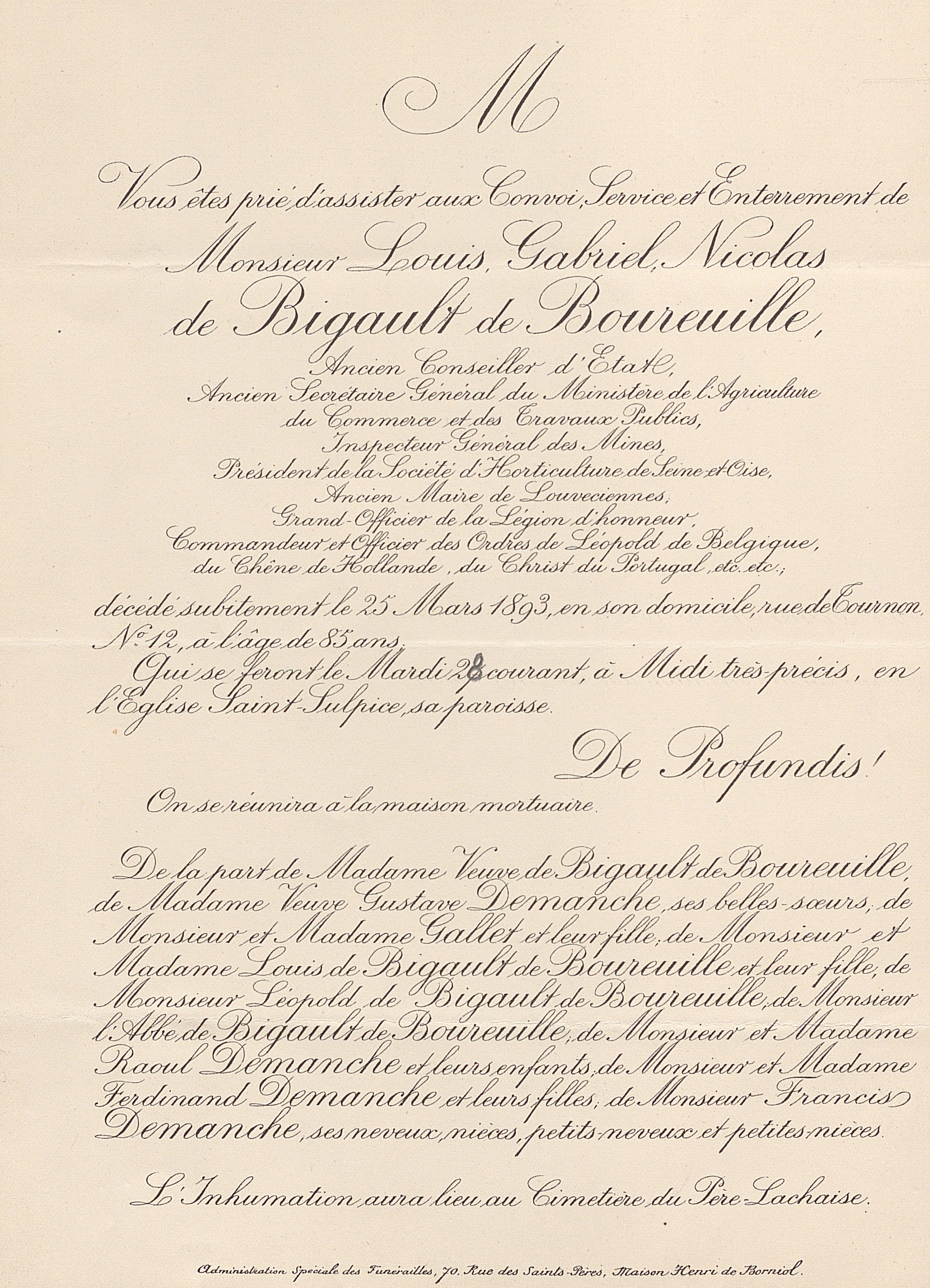
Faire-part de décès de Louis Gabriel de Bigault de Boureuille (25 mars 1893)[23].
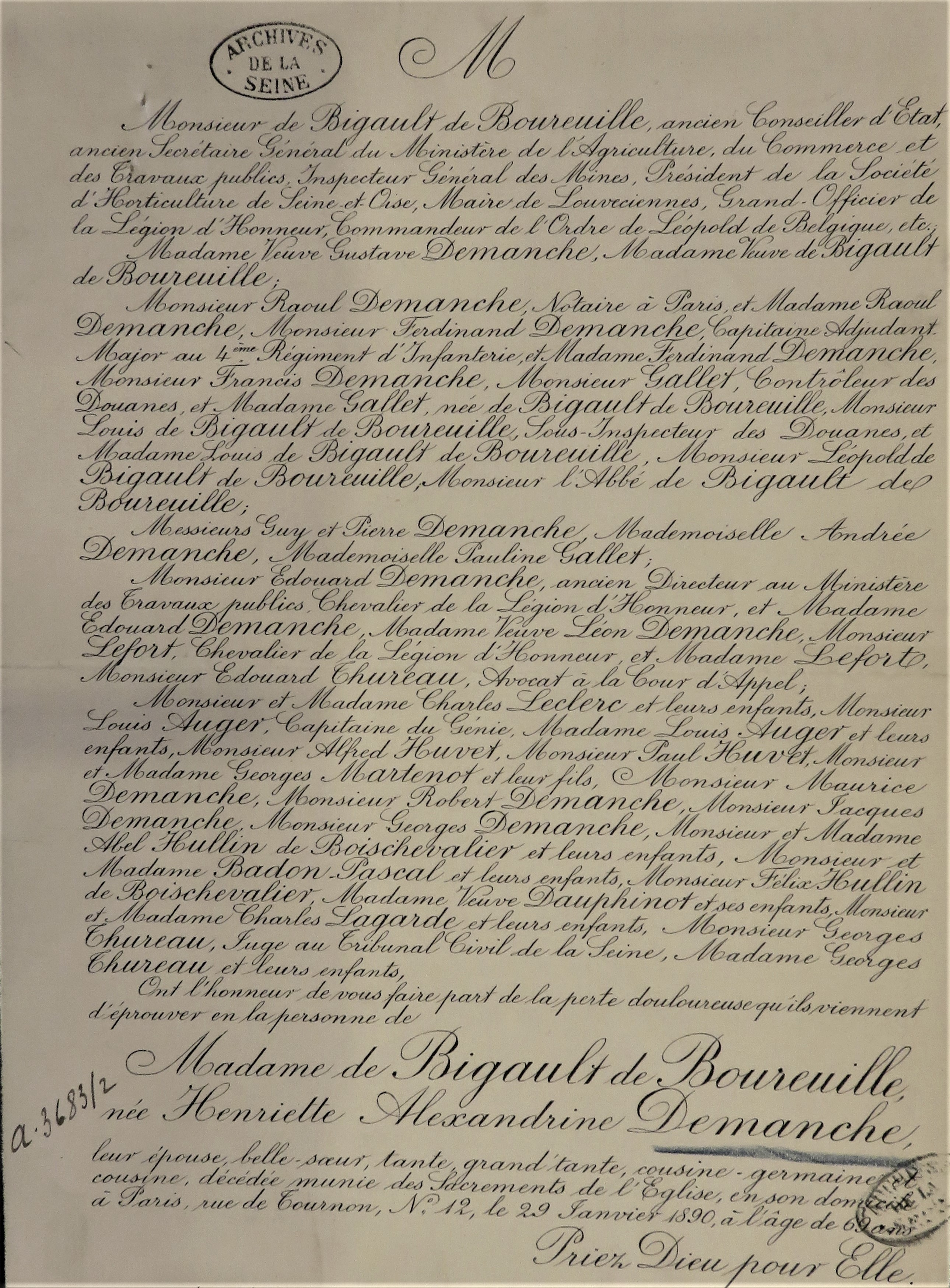
Faire-part de décès d'Henriette de Bigault de Boureuille (29 janvier 1890).

## Archives
L’École des Mines de Paris (bibliothèque patrimoniale) conserve deux documents rédigés par de Boureuille pendant sa scolarité : 
- 102 - Mémoire sur le gisement et l'exploitation de la houille du pays d'Alès (campagne 1830) ;
- n° 29 - Journal de voyage (campagne 1831- sud-ouest de la France).

Trois autres documents sont enregistrés dans les registres, mais sont absents des collections :
- 96 - Mémoire sur l'exploitation des mines de fer et sur les hauts-fourneaux de Saint-Étienne (1830) ;
- 109 - Mémoire sur la géologie du terrain compris entre Cofolens, Bellac, Le Blanc et Poitiers (1831) ;
- n° 26 - Journal de voyage (campagne 1831).

### Note
1. ↑  Le dossier personnel de Bigault de Boureuille aux Archives Nationales, dans la série F14 relative aux ingénieurs des mines, n’existe pas. En note 55 de son article « L’État à la lumière d’un formulaire. La feuille signalétique des agents des ponts et chaussées (1856) », Genèses, 2018/4 (no 113), Nathalie Montel écrit : « Il n’existe plus de dossier personnel au nom de Boureuille, ce dernier l’ayant peut-être emporté lorsqu’il a été démis de ses fonctions. Grâce à son dossier de liquidation de pension, instruit lors de sa mise à la retraite en 1878, il est néanmoins possible de reconstituer sa trajectoire professionnelle, de savoir qu’entré à l’École polytechnique en 1826 puis, deux ans plus tard, premier à l’École des mines, il commença sa carrière en 1832 comme chef de cabinet du directeur Legrand. » (AN F142956). Malheureusement ce dossier de liquidation de pension est vide, hormis la fiche signalétique indiquant les dates de promotion successives de l’intéressé et le décompte du montant de sa pension.
2. ↑  Bérard, qui a remplacé Becquey, est directeur général des ponts et chaussée et des mines d'août 1830 à juin 1832, remplacé lui-même par Legrand, chargé provisoirement de cette administration. Bérard supprime le secrétariat particulier auprès du directeur général au profit d'un secrétariat général tenu par de Cheppe qui est conjointement chef de la division du personnel et chef de la division des mines. C'est à l'arrivée de Legrand à la tête de l'administration qu'est créé un cabinet particulier auprès du directeur général confié à Bigault de Boureuille[5].
3. ↑  La loi du 27 juin 1833 ouvre un crédit de 500 000 F pour réaliser, par les ingénieurs de l’État, l’étude des tracés et des coûts des lignes de chemin de fer[7]. L’étude confiée aux ingénieurs avait été annoncée l’année précédente par une note insérée au Moniteur du 11 septembre 1832[8]. Dans le mois qui suit le vote de la loi, les ingénieurs chargés des études des lignes de chemin de fer sont désignés[9].
4. ↑  En juin et juillet 1833 se tiennent à Paris des réunions pour organiser le service des chemins de fer nouvellement créé[10]. La création de ce service fait suite à la réforme du Conseil général des ponts et chaussées, consacrée par l’ordonnance du 1er juillet 1832[11], désormais organisé en deux sections dont, nouveauté, l’une chargée des chemins de fer[12]. Fin 1833, une mission d’ingénieurs se rend en Angleterre pour y étudier les chemins de fer[13]. La mission est composée des ingénieurs Navier, Dausse, Kermaingant, Vallée[14], Defontaine et Arnollet[15]. À la suite de cette mission d’étude en Angleterre, de Boureuille n'est vraisemblablement pas étranger[16], à la nomination d'une commission à Saint-Étienne chargée de mener des expériences techniques sur les chemins de fer. Cette commission est composée des ingénieurs des ponts et chaussées Kermaingant[17] et Garella, ainsi que des ingénieurs des mines Clapeyron et Fénéon. La venue de ces ingénieurs est annoncée en novembre 1833 aux directeurs des compagnies de chemin de fer de la Loire[18].
5. ↑  À l’époque, l'administration centrale est organisée en Division > Section> Bureau.
6. ↑  Un hommage est prononcé le jour de ses obsèques par le président de la Société d'horticulture du département de Seine-et-Oise dont de Boureuille fut le président de 1865 à 1893[27].

### Référence
1. ↑  François-Nicolas de Bigault De Boureuilles est né à Lochères (Aubréville) le 20 juin 1761. Cadet-gentilhomme à Chartres-Infanterie en août 1769 mais le quitte en décembre. Émigré le 21 septembre 1791. Il sert dans l’armée de Condé (Cie Prédalys) de 1792 à 1796 au moins. Il est blessé à la tête le 2 décembre 1792 et au genou le 13 août 1796. Il bénéficie d’un brevet de capitaine sous la Restauration. Il est fait chevalier de l'Ordre de Saint Louis (26 septembre 1815) (AN, F75840 et SHD-Terre, 1 K4522 et 2 Ye 347. J. Dubois, « Liste des émigrés, des prêtres déportés et des condamnés pour cause révolutionnaire du département de la Meuse », Mémoires de la Société des lettres, sciences et arts de Bar-le-Duc, tome 8, 1910. En tiré à part aux usuels des Archives départementales).
2. ↑  Etat-civil de Pontoise, archives numérisées, cote 1E13, 73e page, acte no 152.
3. ↑  Archives de la ville de Paris, état-civil, année 1893, décès 06, cote V4E 8482 vue 29/31.
Généalogie de Louis Gabriel de Bigault de Boureuille sur le site Généanet.
4. ↑  C. P. Marielle, Répertoire de l'École impériale polytechnique…, Paris, 1855, p. 18
5. ↑  « État général des ponts et chaussées et des mines » au 1er mars 1832 et au 1er mars 1833, Annales des ponts et chaussées, partie administrative.
6. ↑  Ordonnance du roi du 9 juin 1832 chargeant provisoirement le sieur Legrand de l’administration des ponts et chaussées et des mines.
7. ↑  Article 12 de la loi du 27 juin 1833 relative aux Travaux publics à continuer ou à entreprendre, Bulletin des lois…, Tome V, 1833, p. 265. Voir également la loi commentée in Recueil des lois et ordonnances... , Tome troisième, Paris 1833, p. 133. L'article 12 est une réaction de l’administration des Ponts-et-Chaussées à l’initiative des ingénieurs Perdonnet, Mellet, Henry et Cerfberr (Alphonse Cerfberr, de son vrai prénom Abraham Théodore Cerfberr (1791-1859) dit « Alphonse »), tous quatre anciens élèves de l'École polytechnique, de constituer une société au capital de 500 000 F pour étudier les grandes lignes de chemin de fer en France (Louis Figuier, Les merveilles de la science, tome premier, Paris, 1867, p. 300). Selon G. Ribeill (La révolution ferroviaire, Paris, ed. Belin, 1993, p. 76), cette assertion est reprise de Perdonnet (A. Perdonnet, Notions générales sur les chemins de fer, Paris, Lacroix et Baudry, 1859, p. 49).
8. ↑  « Déjà une commission d’ingénieurs a reçu la mission de préparer un plan d'études pour arriver en peu de temps à la rédaction d'un projet général d'un système de chemins de fer...  » (Moniteur Universel, 11 septembre 1832, 1re page, 1re colonne, « Paris, le 10 septembre »). Cette annonce gouvernementale est la réponse à l’ouvrage paru la même année par des ingénieurs (des mines et civils) : « S'il existait un tribunal où toute grande entreprise de commerce, d'industrie, de travaux publics put être impartialement et sainement jugée, qui pût mettre les capitalistes à l'abri du charlatanisme des spéculateurs, et toute la société à l'abri des illusions ou des fautes de l'intérêt privé en matière de questions d'intérêt général, nul doute que ce ne fût là une grande et utile institution. (...) Tel est le but que nous nous proposons. …nous nous associons pour étudier ensemble, et avec tous ceux aussi qui voudront coopérer à notre œuvre, toute question importante en matière de commerce, d'industrie, de finances et de travaux publics... cette administration [des ponts et chaussées] est enfin confiée à un homme habile, voulant sincèrement le bien, et qui, ingénieur lui-même… À peine avec ce budget peut-il entretenir et conserver ce qui existe. Des fonds pour l'exécution ou même l'étude de grands travaux nouveaux ne lui sont pas alloués, et il lui serait difficile d'en faire la demande, obligé déjà, comme il l'est, de lutter chaque année pour la conservation du corps qu'il dirige… » (Lamé, Clapeyron, Stéphane et Eugène Flachat, Vues politiques et pratiques sur les travaux publics de France, 1832, pp. 11-12). L’article du Moniteur est repris in extenso dans Le National, 12 septembre 1832, 3e colonne ; P.-Ch. Laurent de Villedeuil, Bibliographie des chemins de fer, Paris, 1907, p. 116 ; Tarbé de Vauxclair, Dictionnaire des travaux publics, civils, militaires et maritimes, Paris, 1835, article « CHEMIN DE FER » in fine, p. 125. Voir également « Note sur les chemins de fer, les canaux et les voies de terre (extrait du Moniteur du 11 septembre 1832) », Annales des ponts et chaussées - mémoires et documents… lois ordonnances et autres actes, 1re série, Paris, 1832, p. 261.
9. ↑  « N° CCLVIII - Personnel, Mouvemens d’ingénieurs, Études et projets de routes stratégiques, de chemins de fer, de phares, de navigation intérieure, Décisions diverses. 17 juillet 1833. », Annales des ponts et chaussées, Lois, ordonnance et autres actes, 1833, p. 254. Outre les lignes figurant dans l’arrêté du 17 juillet 1833 relatif à la désignation des ingénieurs chargés des études de chemin de fer, un courrier du directeur général, 12 avril 1834, adressé à Polonceau indique que celui-ci a effectué la reconnaissance de la ligne d’Orléans à Nantes (AN F1423022). L’arrêté du 17 juillet est suivi d’une lettre individuelle du 22 juillet 1833 à chacun des ingénieurs concernés les en informant : Dausse (AN F1422042), Defontaine (AN F1422061), Kermaingant (AN F1422502), Navier (AN F1422891), Polonceau (AN F1423022) et Vallée (AN F1423332).
10. ↑  « Nous sommes très pressés d’organiser le service des études des chemins de fer. J’engage instamment M. Vallée à ne pas tarder plus longtems à se rendre à Paris » (Note in fine manuscrite du « Dr Gal » au courrier du 24 juin 1833 adressé à Vallée (AN F1423332)). Vallée écrit qu’il « …a été appelé à Paris [en juin et juillet 1833] pour assister aux conférences qui ont précédé l’organisation du service des chemins de fer… » (Rapport de janvier 1834 au ministre sur la demande de remboursement de frais de déplacement de Vallée (AN F1423332)). De même Dausse ; « Veuillez me permettre, en même tems, Monsieur le directeur général, de vous demander d’assister aux assemblées relatives aux études des chemins de fer, pour mon instruction… » (Courrier du 30 août 1833 au directeur général (AN F1422042)).
11. ↑  Rapport au Roi du 8 juin 1832, Ordonnance du 1er juillet 1832, arrêtés (notamment la création de deux sections au Conseil général des ponts et chaussées).
12. ↑  Auparavant, les chemins de fer étaient apparentés aux routes.
13. ↑  Defontaine, le 23 juillet 1833, sollicite le directeur général l’autorisation d’« aller puisez chez nos voisins d’Outre-mer l’instruction qui me manque pour remplir la mission que vous voulez bien me confiez » (AN F1422061). Voir également Dausse, Proposition de nouveaux rails pour les chemins de fer, Paris, 1835, p. 11. Cette mission s’inscrit vraisemblablement dans le cadre de la visite de Thiers en Angleterre, en septembre 1833, pour examiner diverses questions industrielles. Thiers est accompagné de Legrand (« Souvenirs de M. Vivien », Le Correspondant, tome 220, septembre 1905, Paris, 1905, pp. 1048-1050, Annales du Commerce…, tome quatrième, Paris, 1833, p. 83 et suiv., Moniteur universel, 20 septembre 1833, Journal du commerce, 20 septembre 1833, p. 3, 1re colonne).
14. ↑  Préalablement, Vallée s’est rendu sur le chemin de fer de Saint-Étienne ; « Il est bien constant… que mon service [sur le canal du Centre] a été très actif et utile du 1er juin au 31 juillet. Dans le même espace de tems, j’ai visité le chemin de fer de Lyon à St Etienne. » (Lettre du 24 août 1833 de Vallée au directeur général (AN F1423332)). « …ce voyage était indispensable à la mission [d'étude de chemin de fer] que je m’efforce de remplir avec soins et avec la plus stricte économie (Lettre du « 1er Xbre [décembre] 1833 » de Vallée au directeur général (AN F1423332)).
15. ↑  « M. j’ai l’h. de vs annoncez que sur ma proposition et par arrêté du 31 août, m. le mtre du Commerce et des Travaux publics a décidé que vous accompagnerez m.m. les ingrs en chef Navier, Kermaingant, Vallée, De Fontaine et Arnollet, qui sont envoyés en mission en Angleterre pour l’étude des chemins de fer… » (Brouillon de la lettre du 5 7bre [septembre] 1833 du directeur général des ponts et chaussées à Dausse (AN F1422042)). De même ; « Les ingénieurs qui comme moi ont été envoyés en Angleterre, sont tous, sauf M. Arnollet, partis de Paris tandis que j’ai dû faire de plus qu’eux, pour venir les joindre, le trajet de Lyon à Paris… » (Lettre du 26 xbre [décembre] 1833 de Kermaingant au directeur général des ponts et chaussées (AN F1422502)). « Vous avez accordé à M. les ingénieurs en chef qui ont été envoyés en Angleterre au mois d’octobre dernier [1833], pour étudier les chemins de fer, une indemnité [de frais de voyage] …MM Navier, Defontaine, Vallée, Dausse résident à Paris et M. Kermaingant... a sa résidence à Lyon… » (Rapport du 28 janvier 1834 de Legrand au ministre du Commerce et des Travaux public, approuvé par « A Thiers » (AN F1422502)).
16. ↑  « Dès que la question des chemins de fer fut véritablement posée, les ingénieurs des mines y furent associés : en 1833, par exemple, lorsque fut créée une commission chargée de faire des expériences sur les chemins de fer considérés « comme agents mécaniques », deux ingénieurs furent désignés pour en faire partie : Clapeyron et Fénéon. Les ingénieurs du Corps [des mines] avaient très rapidement pressenti l’importance que pouvait présenter pour eux et pour leur avenir ce nouveau mode de transport. N’étaient-ils pas les grands spécialistes de la métallurgie dont les établissements ne pouvaient s’établir sans leur autorisation. N’avaient-ils pas été chargé de surveiller les machines à vapeur dans toute la France ? » (André Thépot (bibliographie), 1998, p. 373). Sur la primauté de l’intérêt porté par les ingénieurs des mines sur les chemins de fer, Thépot précise : « Cette conscience aiguë de l’importance des transports explique que les ingénieurs des mines aient été très vite attirés par les chemins de fer » (ibidem, p. 371. Voir également p. 377 et 384). Rappelant les antécédents de Moisson-Desroches et de Beaunier, François Caron souligne : « Il était naturel que la curiosité à l’égard des chemins de fer s’éveillât plutôt au sein du corps des Mines qu’au sein du corps des Ponts et Chaussées. (…) Ce sont des « mineurs » qui les premiers rédigèrent des rapports ou comptes rendus de voyages portants sur les expériences britanniques. » (F. Caron, Histoire des chemins de fer en France (Tome I - 1740-1883), Paris, Fayard, 1997, p. 83). Dans leur ouvrage Plan d'écoles générale et spéciales pour l'agriculture, l'industrie manufacturière... (Paris, Bachelier, 1833), Gabriel Lamé et Émile Clapeyron s'interrogeaient : « N’est-il pas étonnant que les chemins de fer et les ponts suspendus n’aient pas été importés en France par des ingénieurs des ponts-et-chaussées ? » (p. 125), et de rappeler que « Ce sont eux [les ingénieurs des mines] qui ont fait sentir les premiers en France l’utilité des chemins de fer » (p. 127). Vers la fin de leur séjour en Russie et tirant les enseignements du voyage de Lamé en Angleterre en 1830 (du 14 juin au 9 août) pour une mission d’étude de l’industrie et des travaux publics britanniques, notamment les chemins de fer, Clapeyron et Lamé rédigent, en 1831, un projet de système de chemin de fer ; « Le colonel Lamé est, conjointement avec son collègue [Clapeyron], l’auteur du projet développé dans un mémoire précédemment transmis à Paris, d’établir en France un vaste système de chemin de fer et grands chariots à vapeur destinés à la fois aux communications commerciales, pendant la paix, et à un rapide transport des forces défensives, en cas de guerre. » (Lettre du 28/16 novembre 1831 à St-Pétersbourg du baron Bourgoing, ambassade de France en Russie, au président du Conseil (AN F1427182 et F1427292)) (Voir O. Montès, La question des chemins de fer en France en 1833 ; Expériences à Saint-Étienne et avis du Conseil général des manufactures à Paris, Paris, chez l’auteur, 2021 (médiathèque Rails & Histoire, cote O MON 17)).
17. ↑  « …en votre qualité d’ancien président de la commission des expériences des chemins de fer… » (Étude de chemin de fer de Lyon à Marseille. M. Kermaingant chargé de ces études. Frais d’études. Bordereau de crédits préservés sur les exercices 1833, 1834 et 1835, Lettre du 18 juillet 1837 à Kermaingant (AN F143189)).
18. ↑  Lettre du 28 9bre (novembre) 1833 à M. Combes, directeur de la Cie du chemin de fer de St-Etienne à Andrézieux, à Paris. Une lettre identique est adressée à M. Seguin aîné, directeur de la Cie du chemin de fer de St-Etienne à Lyon (à Lyon) ainsi qu'à MM Melllet et Henry, directeurs de la Cie du chemin de fer d’Andrézieux à Roanne (Étude de chemin de fer de Lyon à Marseille…, op. cit. (AN F143189)) (Voir O. Montès, op. cit.).
19. ↑  « Ce bureau est provisoirement réuni au cabinet particulier du directeur général. » (voir « État général des ponts et chaussées au 1er mars 1837 », Annales des ponts et chaussées, partie administrative, 1837).
20. ↑  « État général des ponts et chaussées au 1er mars 1838 », Annales des ponts et chaussées, partie administrative, 1838.
21. ↑  Annales des ponts et chaussées, lois, décrets, arrêtés et autres actes, Paris, 1853, p. 396.
22. ↑  Dans un entretien à de Franqueville, Rouher indique : « Ma première pensée a été de vous confier le secrétariat général, en vous laissant les Ponts-et-Chaussées ; j'aurais alors donné à Boureuille la direction générale des chemins de fer et des mines ; mais j'ai changé d'avis. Vous êtes trop bienveillant pour être chef du personnel. Il faut là un homme plus ferme, plus froid et plus féroce que vous.  » (Amable Charles Franquet comte de Franqueville, Souvenirs intimes sur la vie de mon père, Paris, 1878, p. 205.
« …de Boureuille, qui dirigeait autocratiquement le corps des Mines… » (Charles Louis de Saulces de Freycinet, Souvenirs, 1848-1878, Paris, Delagrave, 1912, p. 81).
23. 1 2 3  AN cote 20040382/62.
24. ↑  Dans un courrier au ministre du 21 Xbre [décembre] 1877, l’ingénieur en chef des mines Meugy qui sollicite sa promotion au grade d'inspecteur général écrit : « …par suite des événements politiques qui se sont [(sic)] succédés [(sic)] depuis le 16 mai [une place se libère] en raison du vide qui va résulter du départ de M. de Boureuille… » (AN F1427332).
25. ↑  André Thépot (bibliographie), 1998, pp. 96-97.
26. ↑  André Thépot (bibliographie), 1976, p. 129.
27. ↑  Journal de la Société d'horticulture du département de Seine-et-Oise, année 1893, p. 74 et quelques mots du préfet (ibidem, p. 90).
28. ↑  Le livre d'or de l'ordre de Léopold et de la croix de fer, Tome second, Bruxelles, 1858, p. 518
29. ↑  Cet article indique par erreur ; « en 1832, il fut attaché au Cabinet de Becquey, alors directeur général des Ponts et Chaussées et des Mines », mais Becquey a quitté la direction générale en août 1830 pour être remplacé par Bérard jusqu’en juin 1832 et auquel a succédé Legrand, chargé temporairement de l'administration des ponts-et-chaussées (Legrand sera nommé directeur général en 1834). Cette erreur est reprise de l'ouvrage École polytechnique, Livre du centenaire 1794-1894, Tome III - Services civils et carrières diverses, Paris, 1897, note (1) bas de page 228.